# War on Terror
War on Terror – komputerowa strategiczna gra czasu rzeczywistego, wyprodukowana przez węgierskie studio Digital Reality oraz wydana w 2006 roku na platformę PC.

## Fabuła
Akcja gry ma miejsce w przyszłości na obszarach Paryża, Berlina, San Francisco i Canterbury.

## Rozgrywka
Gra zawiera trzy kampanie, na które składa się 26 scenariuszy.
Gracz może wybrać jedną z trzech stron konfliktu, które używają 50 różnych jednostek piechoty czy ciężkich czołgach.
Prowadzone oddziały dzięki zwycięstwom w bitwach i postępach w rozgrywce otrzymują punkty doświadczenia, które pozwalają na ulepszenia jednostek. Gracz może kupować nowe oddziały i zaopatrywać je. Możliwe jest także przejęcie jednostek wroga.
W grze zawarty został tryb gry wieloosobowej za pośrednictwem sieci lokalnej lub internetu, w którym może uczestniczyć osiem osób jednocześnie. Zawarte zostały tryby Capture the Flag, Deathmatch, Objective Mode i Conquer Mode, w których gracze mogą uczestniczyć na ponad osiemnastu mapach lub utworzonych za pomocą generatora map.